# Ninkō Tennō
Ninkō Tennō (仁孝天皇?) (16 de marzo de 1800 - 21 de febrero de 1846) fue el centésimovigésimo (n.º 120) emperador de Japón, según el orden tradicional de sucesión. Reinó entre el 31 de octubre de 1817 y el 21 de febrero de 1846. Su nombre personal fue Ayahito (恵仁).
Los desastres, que incluyeron la hambruna, combinados con la corrupción y la creciente interferencia occidental ayudaron a erosionar la confianza pública en el gobierno bakufu. El emperador Ninkō intentó revivir ciertos rituales y prácticas de la corte según los deseos de su padre. Sin embargo, se desconoce qué papel, si alguno, tuvo el Emperador en la agitación que ocurrió durante su reinado. Su familia incluyó quince niños de varias concubinas, pero solo tres de ellos vivieron hasta la edad adulta. Su cuarto hijo, el príncipe imperial Osahito, se convirtió en el próximo emperador tras su muerte en 1846. Si bien el poder político en ese momento aún residía con el Shōgun, los inicios del Bakumatsu (fin del gobierno militar feudal) estaban a la mano.

## Biografía
Sexto hijo del emperador Kōkaku y de su esposa (chūgū), la Princesa Imperial Yoshiko (欣子内親王), también conocida como Shinkiyowa-in (新清和院). Nombrado como príncipe de la corona en 1809 fue coronado Emperador en 1817 después de que su padre se retirara del trono. Siguiendo los deseos del emperador retirado, intentó revivir algunos rituales de la corte. Estableció el Gakushūsho (antecesor del Gakushūin) para la Corte Nobiliaria, en las afueras del Palacio Imperial.
En su reinado observó el comienzo del deterioro del poder del bakufu, que tendría más problemas en el reinado de Emperador Kōmei, su hijo y sucesor.

## Reinado
El príncipe Ayahito fue entronizado como emperador el 31 de octubre de 1817, después de que su padre se retiró del trono. Siguiendo los deseos de su padre, el Emperador Retirado Kokaku, intentó revivir ciertos rituales y prácticas de la corte. Estos incluyeron, entre otras cosas, restaurar el título tennō, que identificaba al Emperador. Entre las innovaciones de Ninkō estaba el establecimiento de Gakushūsho (el predecesor de Gakushūin) para la nobleza de la corte a las afueras del Palacio Imperial. Un evento importante durante su reinado fue la hambruna Tenpō, que duró de 1833 a 1837. La hambruna fue más severa en el norte de Honshū y fue causada por inundaciones y clima frío. El reinado de Ninkō también vio un cierto deterioro del poder de Shōgun. La hambruna de Tenpō y otros desastres naturales concurrentes golpearon fuertemente y sacudieron la fe de la gente en el gobernante Shōgun. En 1837, Oshio Heihachiro encabezó una revuelta en Osaka contra funcionarios corruptos que se negaron a ayudar a alimentar a los residentes empobrecidos de la ciudad. Ese mismo año también tuvo lugar el Incidente del Morrison, en el que un buque mercante estadounidense fue expulsado por la artillería costera. Si bien el orden finalmente se restableció, el resentimiento a largo plazo resonó con los plebeyos contra el gobierno gobernante. Sin embargo, no está claro qué papel, si alguno, jugó el Emperador durante este período de disturbios.
El emperador Ninkō murió el 21 de febrero de 1846 y fue consagrado en el mausoleo imperial, Nochi no Tsukinowa no Higashiyama no misasagi (後 月 輪 東山 陵), que se encuentra en Sennyū-ji en Higashiyama-ku, Kioto. También consagrados en Tsuki no wa no misasagi, en Sennyū-ji están los predecesores imperiales inmediatos de este Emperador desde el Emperador Go-Mizunoo - Meishō, Go-Kōmyō, Go-Sai, Reigen, Higashiyama, Nakamikado, Sakuramachi, Momozono, Go-Sakuramachi, Go -Momozono y Kōkaku. El complejo del santuario también abarca la misasagi del sucesor inmediato de Ninkō, Kōmei. La emperatriz viuda Yoshikō también está enterrada en este complejo de mausoleo imperial.

## Eras de su reinado
- Bunka (1804-1818)
- Bunsei (1818-1830)
- Tenpō (1830-1844)
- Kōka (1844-1848)

Durante el reinado de Ninkō, este vértice del Daijō-kan incluyó:
- Kampaku, Ichijō Tadayoshi, 1814-1823
- Kampaku, Takatsukasa Masamichi, 1823-1856
- Sadaijin
- Udaijin
- Naidaijin
- Dainagon

## Genealogía
La familia del emperador Ninkō incluyó 7 hijos y 8 hijas de varias concubinas, pero solo el futuro emperador Komei (Komei-tennō), la princesa Sumiko (Sumiko-naishinnō) y la princesa Chikako (Chikako-naishinnō) sobrevivieron más allá de la infancia.